# Pałac przy ul. Jagiellońskiej w Cieplicach
Pałac Ziethena przy ul. Jagiellońskiej w Cieplicach (do 1945 Ziethenschloss) – zabytkowy pałac wybudowany w 1734 r. w Cieplicach.
Obecna jego nazwa wzięła się od rodziny Ziethen, kiedy to pałac był w posiadaniu marszałka Karla von Ziethena, znanego wojskowego, pełniącego funkcję komendanta Śląska.

## Położenie
Pałac położony jest w Cieplicach – uzdrowiskowej części miasta Jelenia Góra w województwie dolnośląskim, w latach 1935–1976 było to samodzielne miasto.

## Opis
Piętrowy pałac z mansardą, kryty dachem mansardowym z lukarnami. Pseudoryzalit zwieńczony półkolistym frontonem. Fasada dzielona pilastrami, w jej centralnej części brama w portalu zwieńczonym łukiem podpartym kolumnami.

## Przypisy

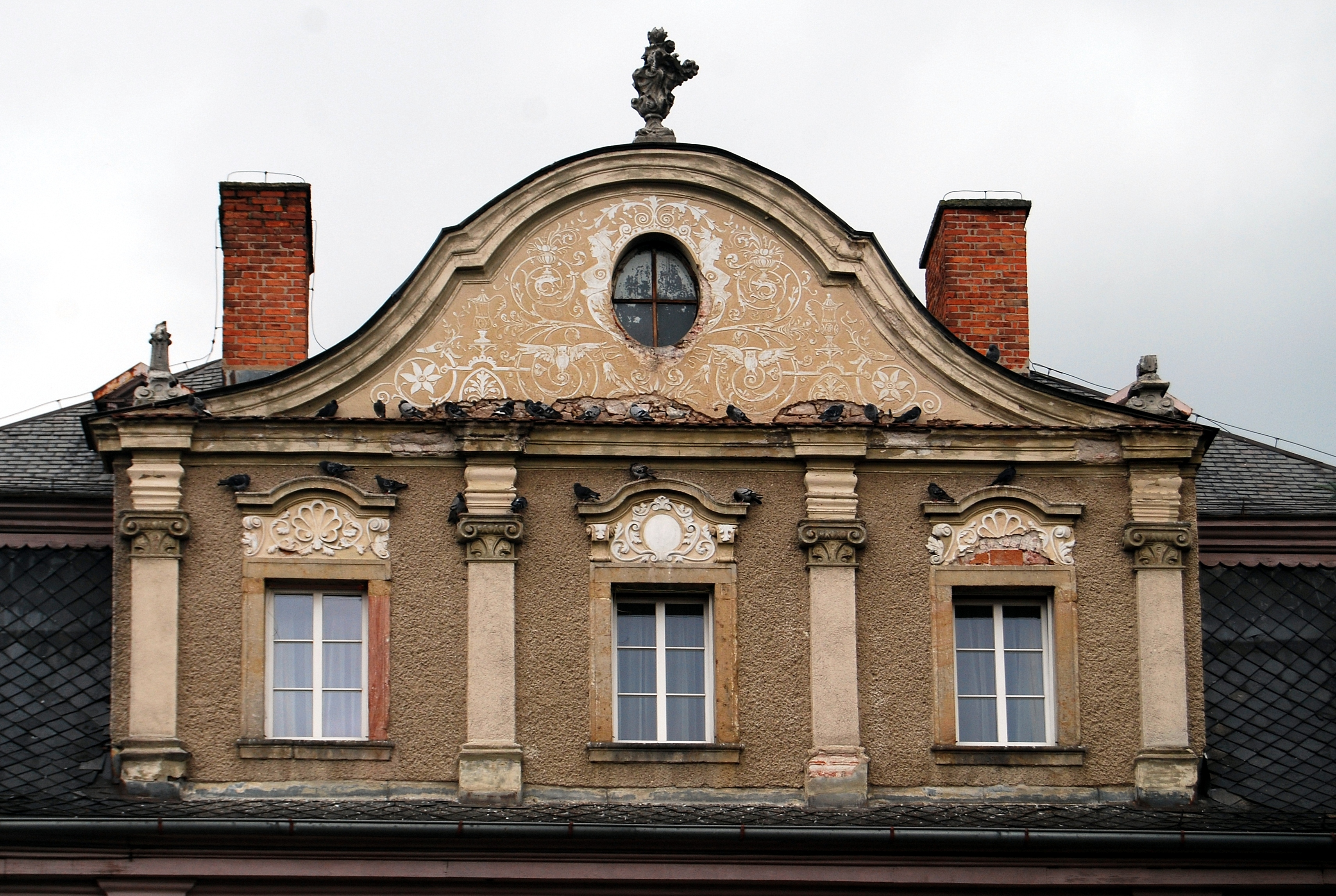
Zwieńczenie fasady